# Fraternité de la parole
Fraternité de la parole est un recueil poétique d'Andrée Chedid. Il a été publié en 1976 chez l'éditeur Flammarion.
« Épurée, nue, presque ennemie de l'image flamboyante, écrivait Alain Bosquet à propos de Fraternité de la parole, la poésie d'Andrée Chedid abandonne ses anciennes tendresse pour aller à l'évidence douloureuse… »

## Récompenses et distinctions
- Prix Mallarmé 1976[3]